# ۲۹ محرم
۲۹ محرم، بیست و نهمین روز از ماه محرم در تقویم هجری قمری است.
در تقویم هجری قمری قراردادی این روز بیست و نهمین روز سال است.

## درگذشتگان
- ۱۴۱۴ - محمدرضا آل صادق نویسندۀ دینی و شاعر عراقی-ایرانی.